# بانيل نيكوليتسا
بانيل نيوكليتا (بالرومانية:Bănel Nicoliţă) هو لاعب كرة قدم روماني.

## وصلات خارجية
- بانيل نيكوليتسا على موقع الاتحاد الدولي (مؤرشف)  (الإنجليزية)
- بانيل نيكوليتسا على موقع الاتحاد الأوربي (الإنجليزية)
- بانيل نيكوليتسا على موقع قاعدة بيانات كرة القدم.إي يو (الإنجليزية)
- بانيل نيكوليتسا على موقع ناشيونال فوتبول تيمز (الإنجليزية)
- بانيل نيكوليتسا على موقع Soccerway.com (الإنجليزية)
- بانيل نيكوليتسا على موقع عالم كرة القدم.نت (الإنجليزية)
- بانيل نيكوليتسا على موقع AS.com (الإسبانية)

- معلومات عن اللاعب